# السرعة القصوى
السرعة القصوى هي القابلية القصوى لأى جسم على نقل واستعمال وإستهلاك طاقته خلال قيامه بالعمليات المختلفة والتي تعكس وبصور واضحة مستوى طاقة الجسم.
والسرعة القصوى غير السرعة العادية التي تعريفها يكون كالتالى السرعة هي معدل تغير المسافة بالنسبة للزمن (أي: معدل التغير في موقعه)؛ وهي كمية فيزيائية متجهة. أي أنها تقاس بالمقدار والاتجاه. متوسط السرعة لجسم ما (أو حتى طاقة) هو معدل حركته أثناء مدة زمنية معيّنة بغض النظر عن مدى تغير سرعته خلالها. مثلاً، متوسط سرعة سيارة قطعت 60 كم خلال ساعة هو 60 كم في الساعة، حتى لو توقفت في بعض الأحيان ومشت بسرعة 80 كم في الساعة في أحيان أخرى.